# لاسلو سالامون
لاسلو سالامون هو سياسي مجري، ولد في 25 ديسمبر 1947 في بودابست في المجر. نشط حزبياً في Hungarian Democratic Forum ‏. وقد انتخب قاضي المحكمة الدستورية المجرية ‏ وانتخب عضو الجمعية الوطنية المجرية ‏.